# Suihō Tagawa
 (mai 2018).
Si vous disposez d'ouvrages ou d'articles de référence ou si vous connaissez des sites web de qualité traitant du thème abordé ici, merci de compléter l'article en donnant les références utiles à sa vérifiabilité et en les liant à la section « Notes et références ».
Pour les articles homonymes, voir Tagawa (homonymie).
Chūtarō Takamizawa (高見澤 仲太郎, Takamizawa Chūtarō, 10 février 1899-12 décembre 1989), mieux connu sous le nom de plume de Suihō Tagawa (田河 水泡, Tagawa Suihō), est un mangaka japonais.
Né à Sumida (Tokyo), Chūtarō Takamizawa a grandi orphelin : sa mère est morte à sa naissance, son père et son oncle (qui a servi comme parent adoptif) sont morts quelques années plus tard. Il est diplômé de l’école primaire Rinkai Jinjo de Fukagawa en 1911. En 1919, il est enrôlé dans l'Armée impériale japonaise, et en sort en 1922. En 1925, il est diplômé de la Nihon Bijutsu Gakkō ("École des Beaux-Arts du Japon"). En 1923, il s'associe au groupe dadaïste MAVO. En 1926, il devient auteur de rakugo. Il commence à produire des mangas en 1927. Il adopte alors le nom de plume Awa Takamizu, plus tard transformé en Suihō Tagawa : Suihō signifie littéralement "bulle d'eau". En 1928, il épouse Junko (la plus jeune sœur de Hideo Kobayashi) lors d'une cérémonie à l'église.
En 1931, il commence la série Norakuro dans le magazine Shōnen Kurabu publié par Kōdansha: son héros principal est un chien anthropomorphe noir et blanc actif au milieu d'une armée de chiens. Ses aventures sont tres populaires dans leur format tankōbon. Il remporte de nombreux prix et est reconnu comme l'un des pionniers de l'industrie du manga.
Après la Seconde Guerre mondiale, il se convertit au christianisme ; il attribue à sa foi sa sortie de l'alcoolisme, après plusieurs tentatives infructueuses. En 1988, il publie le récit autobiographique Watashi no Rirekisho ("Mon CV") dans le journal Sankei Shinbun. Il meurt en 1989, à l'âge de 90 ans.